# بروس ماكنزي
بروس ماكنزي (بالإنجليزية: Bruce Mackenzie)‏ هو سياسي كيني، ولد في 1919 في جنوب أفريقيا، وتوفي في 24 مايو 1978 في كينيا. انتخب Minister of Agriculture of Kenya ‏.